# Marol, Hungund
Marol là một làng thuộc tehsil Hungund, huyện Bagalkot, bang Karnataka, Ấn Độ.